# Amphithemis vacillans
Amphithemis vacillans is een libellensoort uit de familie van de korenbouten (Libellulidae), onderorde echte libellen (Anisoptera).
De soort staat op de Rode Lijst van de IUCN als onzeker, beoordelingsjaar 2010.
De wetenschappelijke naam Amphithemis vacillans is voor het eerst geldig gepubliceerd in 1891 door Selys.